# Jelena Davydova
Jelena Viktorovna Davydova-Filatova (Russisch: Елена Викторовна Давыдова-Филатова) (Voronezj, 7 augustus 1961) is een voormalig turnster uit de Sovjet-Unie. Ze vertegenwoordigde haar vaderland op de Olympische Zomerspelen 1980 in Moskou.
Davydova stond bekend om haar originele en moeilijke oefeningen die ze met veel elegantie uitvoerde. Ze wordt gezien als een van de gymnasten die bijdroeg aan de grote ontwikkelingen in de turnwereld in die tijd. Zo was ze de eerste vrouw die een reuzenzwaai (een element dat vandaag de dag de basis is in veel brug oefeningen) en een Tkatchev op de brug ongelijk turnde; een salto, een zijwaartse salto en een arabier flikflak turnde op de balk; een overslag op de sprong gevolgd door een salto uitvoerde op de sprong; ook was ze de eerste vrouw die een 1 1/2 schroef gevolgd door een salto en een halve draai om de lengteas gevolgd door 1 3/4 salto of 1 3/4 hoeksalto turnde op de vloer (deze 1 3/4 salto's zijn tegenwoordig verboden omdat ze te gevaarlijk zijn bevonden). 
Davydova won veel medailles op internationale toernooien (minstens 19 goud, 9 zilver en 6 brons) en turnde meerdere malen een oefening die beoordeeld werd met een perfecte 10 punten (onder andere op de vloer tijdens de team meerkamp op de Olympische spelen 1980). Echter de Russische trainers besloten haar in haar eerste jaren als senior niet op te stellen in het nationale team voor de Europese kampioenschappen, de wereldkampioenschappen en de Olympische spelen, maar turnsters op te stellen met meer ervaring. Zo werd ze niet geselecteerd voor het nationale team voor de Olympische spelen in 1976 en zou ze op de wereldkampioenschappen in 1978 in Straatsburg deelnemen aan de wedstrijden, echter tot Jelena's grote teleurstelling werd op de eerste competitie dag besloten dat ze reserve zou zijn en niet zou deelnemen aan de wedstrijden. De Sovjet-Unie won dat jaar goud op de team meerkamp. Aan de wereldkampioenschappen in 1979 in Fort Worth mocht ze wel deelnemen, echter kon ze deze wedstrijden niet turnen wegens ziekte.
Tegenwoordig is ze hoofdcoach en eigenaar van turnclub 'Gemini Gymnastics' in Oshawa, Canada. Hier traint onder andere 2012 olympisch deelneemster Kristina Vaculik. Tijdens de Olympische zomerspelen in 2012 was Davydova ook een van de coaches van het Canadese vrouwenteam. In 1995 was ze ook al coach van het Canadese team op de balk tijdens de wereldkampioenschappen. Verder is ze een FIG-gecertificeerd jurylid en was ze onder ander jurylid op de wereldkampioenschappen in 2009 en de wereldkampioenschappen in 2015.
Voor haar toevoeging aan de turnwereld kreeg Davydova meerdere onderscheidingen, zo stond ze in 1980 14e op de lijst van beste vrouwelijke sportsters ter wereld, is ze tweemaal uitgeroepen tot Canada's gym coach van het jaar, in 2007 kreeg ze een plaats in de 'International Gymnastics Hall of Fame' en in 2011 werd ze verkozen tot Ontario's coach van het jaar. Verder is er in Rusland een bloem naar haar (en Jelena Naimoesjina) vernoemd en werd ze tijdens de Olympische zomerspelen in 1996 uitgenodigd om Amerikaanse president Bill Clinton te ontmoeten.
In 1983 trouwde ze met boxcoach Pavel Filatov en samen met hem en haar twee zoons, Dmitri (1985) en Anton (1995) woont ze sinds 1991 in Canada.

## Resultaten

### Olympische Zomerspelen
| Jaar | Plaats | Resultaten                                              |
| ---- | ------ | ------------------------------------------------------- |
| 1980 | Moskou | Team meerkamp · Individuele meerkamp · 4e Sprong · Balk |

### Wereldkampioenschappen
| Jaar | Plaats | Resultaten                                                                         |
| ---- | ------ | ---------------------------------------------------------------------------------- |
| 1981 | Moskou | Team meerkamp · Individuele meerkamp · 4e Sprong · Brug ongelijk · 7e Balk · Vloer |

### Top scores
Hoogst behaalde scores op mondiaal niveau (Olympische Spelen of Wereldkampioenschap finales).
| Onderdeel            | Score  | Wedstrijd                   | Locatie |
| -------------------- | ------ | --------------------------- | ------- |
| Individuele meerkamp | 79.150 | Olympische Zomerspelen 1980 | Moskou  |
| Sprong               | 19.575 | Olympische Zomerspelen 1980 | Moskou  |
| Brug ongelijk        | 19.700 | Wereldkampioenschappen 1981 | Moskou  |
| Balk                 | 19.775 | Olympische Zomerspelen 1981 | Moskou  |